# Ginecomastia
La ginecomastia è una condizione caratterizzata dallo sviluppo delle mammelle (composte da tessuto ghiandolare e grasso) nell'uomo.

## Descrizione
È normale che durante la pubertà si assista ad uno sviluppo della ghiandola mammaria anche nell'uomo ma, dopo breve tempo, questa si atrofizza. Se l'atrofia non interviene, si ha un aumento di volume che non comporta conseguenze se non di tipo psicologico. Una simile condizione si verifica anche in caso di eccessiva conversione del testosterone in estrogeni, in alcuni casi di iperprolattinemia, o per l'assunzione di ormoni femminili, o per incapacità del fegato di eliminare efficacemente gli estrogeni in eccesso. In questi casi si parla di ginecomastia vera.
In altri casi è un accumulo di tessuto adiposo nella zona mammaria a determinare questo aumento di volume, questa condizione si definisce ginecomastia falsa o lipomastia. In sostanza, lo sviluppo abnorme delle mammelle, con la conseguente crescita del “seno” maschile può essere dovuto anche a fenomeni di accumulo di grasso pettorale, nel senso che l’aumento del tessuto adiposo può comportare un effetto estetico simile alla ginecomastia, ma da non confondere con quest’ultima, dal momento che quest'ultima coinvolge le ghiandole. È per questo che in tali casi si parla di pseudoginecomastia o di lipomastia (a sottolineare la connessione del fenomeno con la situazione di sovrappeso del paziente) o di ginecomastia falsa, per distinguerla dal disturbo che stiamo trattando.
Nel caso della ginecomastia vera, questa è riconducibile ad un eccesso di prolattina o di estrogeni, quest'ultimo a sua volta riconducibile ad un eccesso di attività dell'aromatasi nel petto, oppure dei livelli di SHBG nel sangue. Si può ricorrere a inibitori degli estrogeni, come il tamoxifene (nome commerciale Nolvadex) o l'anastrozolo (nome commerciale Arimedex). Altri fattori che influenzano il trofismo e la funzione della ghiandola mammaria nelle donne sono: i glucocorticoidi, l'ormone della crescita (GH), l'insulina e la tiroxina.
In entrambi i casi, per evitare i problemi psicologici, si può ricorrere anche alla chirurgia estetica. L'operazione è simile sia in caso di ginecomastia vera che falsa, condizioni che a volte si presentano contemporaneamente.
Generalmente si è soliti parlare più specificatamente di macro-ginecomastia quando la patologia assume forme più evidenti, essa è identificabile con un semplice metodo di misurazione: se la misura sopra il seno è maggiore di 5 centimetri della misura del sotto seno (dalla coppa b in poi se si guarda il corrispondente sistema di misura per il reggiseno) il soggetto non solo è affetto da ginecomastia ma si può parlare di macro-ginecomastia e cioè di un seno marcatamente abbozzato.

## Galleria d'immagini

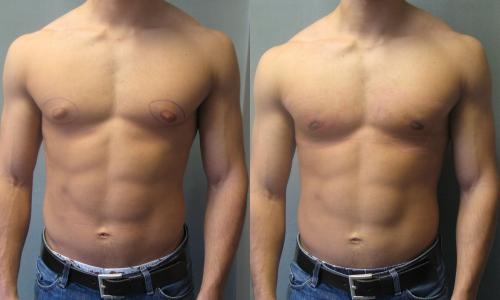
Capezzoli gonfi
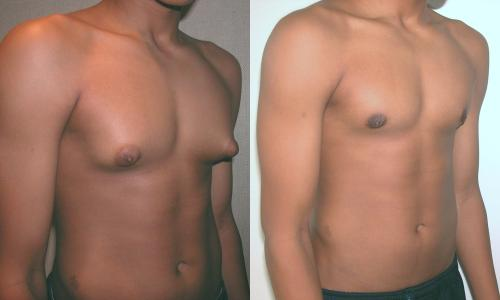
esordio di ginecomastia puberale
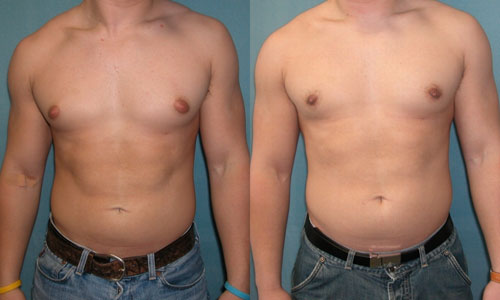
Pseudoginecomastia
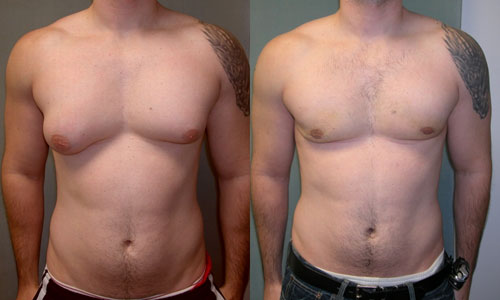
ginecomastia asimmetrica
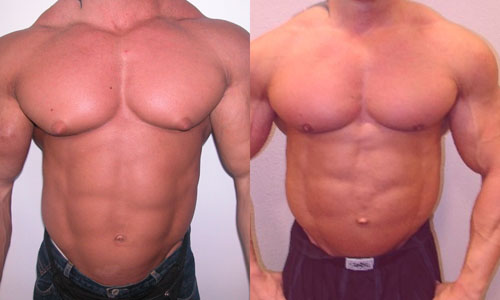
AAS ginecomastia indotta
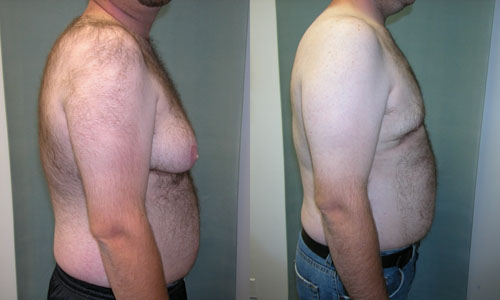
Ginecomastia grave